# Cloud Rap
Cloud Rap ist eine 2009 entstandene Spielart des Hip-Hops, die sich durch sphärische Synthesizer-Klänge und den Einsatz von Auto-Tune auszeichnet. Sie entstand zunächst in den Vereinigten Staaten. Durch Künstler wie Yung Lean (Schweden), Dat Adam, LGoony (beide Deutschland), Crack Ignaz, Yung Hurn (beide Österreich) sowie PNL (Frankreich) kam Cloud Rap nach Europa.

## Musikalische Merkmale
Auch wenn Cloud Rap noch keine feste Definition hat und von manchen Protagonisten eher als Gefühl, denn als Musikstil verstanden wird, gibt es doch musikalische Gemeinsamkeiten, die aus der Entstehung des Genres begründet sind, wobei sich europäischer und US-amerikanischer Stil insbesondere durch die textliche Ausrichtung unterscheiden.
Als Gegenentwurf zum eher brachialen Trap beziehungsweise zum Down South verzichtet der Cloud Rap auf partyorientierte Sounds. Stattdessen werden Synthesizer eingesetzt, um flächige und langsame Passagen als Grundgerüst für die Musik einzusetzen. Gesampelt werden dazu unter anderem Alternative-Künstler wie Björk und Imogen Heap. Der Rapstil wird durch den massiven Einsatz von Antares Auto-Tune beziehungsweise vergleichbarer Programme geprägt. Der Name Cloud Rap stammt vom Ursprungsportal des Genres, das den Namen "Soundcloud" trägt. Dort wurden die ersten Cloud-Rap-Titel hochgeladen. Textlich distanzierte man sich insbesondere in den Vereinigten Staaten vom Gangsta-Rap und verwendete abstrakte Wortbilder, Metaphern und eher zum Nachdenken anregende Texte, die sich mit emotionalen und philosophischen Problemen beschäftigen.
Im Gegensatz dazu stehen im deutschsprachigen Cloud-Rap oft Produktionen, die textlich weiterhin im Gangsta-Rap verwurzelt blieben und von Drogen, Geld und Frauen handeln, die jedoch bewusst maßlos und auf ironische Weise übertrieben werden. Auch entstanden eher sinnlose Freestyle-Texte. Musikalisch wird auch Minimal Music, zum Teil auch Elemente des Traps verwendet. Zudem verwenden diese auch sogenannte Ad-Libs, kleine Einspieler wie „Sheesh!“ oder „Skreet!“, die eher aus dem Down South stammen und auch im Trap populär sind. Gemein ist vielen Künstlern auch eine gewisse DIY-Ethik. So werden Instrumentalstücke zum Teil auch aus kostenlosen Tauschbörsen bezogen oder in Eigenregie produziert. Videos und oft unfertige Songs werden über Soundcloud und YouTube verbreitet. Die ursprünglich nicht gewinnorientierte Ausrichtung mit kostenlos erhältlichen Alben verlor das Genre allerdings nach den ersten kommerziellen Veröffentlichungen.

## Stilgeschichte
Stilbildend war 2009 das Album 6 Kiss des US-amerikanischen Rappers Lil B. Sein Lied I’m God wird oft als Grundentwurf des Genres bezeichnet. Weiterentwicklungen erfolgten durch den Musikproduzenten Clams Casino, der unter anderem für Main Attrakionz, G-Side und A$AP Rocky produzierte. Das Genre verbreitete sich ab 2012 auch im europäischen Raum, Vorreiter war hier der Schwede Yung Lean und seine Gruppe Sad Boys. Auch im deutschsprachigen Raum wurde der Stil populär. Namhafte Vertreter sind hier Dat Adam und LGoony aus Deutschland sowie Yung Hurn und Crack Ignaz aus Österreich. Bereits 2007 veröffentlichte Snoop Dogg den sphärischen Song Sensual Seduction, der jedoch damals keinen Einfluss auf die HipHop-Szene ausübte.
Der visuelle Stil der Musikvideos ist teilweise von der Ästhetik des Vaporwave inspiriert.

## Bekannte Vertreter (Auswahl)

### Englischsprachige Künstler
A$AP Rocky,
Bladee,
Bones,
Cities Aviv,
Denzel Curry,
G-Side,
Ghostemane,
Kitty,
Lil B,
Lil Peep,
Lil Tracy,
Lil Uzi Vert, Main Attrakionz,
Nacho Picasso,
Suicideboys,
Playboi Carti,
Post Malone,
SpaceGhostPurrp,
Trippie Redd,
Viper

### Deutschsprachige Künstler
Ahzumjot,
Crack Ignaz,
Dat Adam,
Edo Saiya,
Eunique,
Haiyti,
Hustensaft Jüngling,
LGoony,
Money Boy,
Olson,
RIN,
Trettmann,
Ufo361,
Yung Hurn,

### Weitere Künstler
Jvcki Wai (Südkorea),
PNL (Frankreich)